# 루이 3세 (쉬니)
루이 3세(Louis III de Chiny, 생년 미상 ~ 1189년 8월 12일)는 로렌의 귀족으로, 카롤링거 왕조의 분가인 헤르베르투스 왕조 출신이다. 치니 백작으로 제3차 십자군 전쟁에 프리드리히 바르바롯사를 따라 참전했다가 전사하였다.

## 생애
치니 백작 알베르와 출신지 불명의 아그네스의 아들이고, 오토 2세의 손자이다. 일설에는 바르의 아그네스가 그의 생모라는 설도 있다.
1162년 치니 백작직을 계승하였고 그의 집안가의 수도원인 오르발 수도원(Abbey of Orval)에 대한 후원을 계속했다. 그는 제3차 십자군 전쟁에 참여했으며 붉은 수염왕 프리드리 1세 바르바롯사 휘하에서 활동하였다. 1189년 8월 벨그라드에서 이동 중 사망하였다.
출신지를 알 수 없는 소피아(1207년 사망)와의 사이에서 루이 4세, 발쿠루의 몬시뇰이며 몽테규의 백작 티에리 2세의 부인 게르트루데 등을 두었다.

## 참고 자료
- Arlette Laret-Kayser, Entre Bar et Luxembourg : Le Comté de Chiny des Origines à 1300, Bruxelles (éditions du Crédit Communal, Collection Histoire, série in-8°, n° 72), 1986
- Christian Settipani, La Préhistoire des Capétiens (Nouvelle histoire généalogique de l'auguste maison de France, vol. 1), Villeneuve d'Ascq, éd. Patrick van Kerrebrouck, 1993, 545 p. (ISBN 978-2-95015-093-6)
- Medieval Lands Project, Comtes d’Ivois et Chiny